# Family Guy (14.ª temporada)
A décima quarta temporada de Family Guy começou a ser exibida no canal FOX dos Estados Unidos em 27 de Setembro de 2015 e acabou em 22 de Maio de 2016 com 20 episódios.A série segue a disfuncional família Griffin , que tem como membros o pai Peter , a mãe Lois ,a filha Meg ,o filho Chris , o bebê Stewie e o cão da família Brian , que residem em sua cidade natal de Quahog.[carece de fontes?]

## Episódios
| Nº | Nº           | Título                                                            | Diretor(es)     | Escritor(es)              | Data da transmissão     | Código de produção | Audiência (em milhões) |
| Na série | Na temporada | Título                                                            | Diretor(es)     | Escritor(es)              | Data da transmissão     | Código de produção | Audiência (em milhões) |
| --- | ------------ | ----------------------------------------------------------------- | --------------- | ------------------------- | ----------------------- | ------------------ | ---------------------- |
| 250 | 1            | " Pilling Them Softly" Gota a Gota                                | Jerry Langford  | Hayes Davenport           | 27 de Setembro de 2015  | CACX17             | 2.87                   |
| Stewie começa a tomar um remédio para atenção, mas o remédio parece que não funciona, Brian decide jogar forra o remédio mas acaba usando depois que Meg explica os efeitos do remédio. Peter e Quagmire fazem um programa culinário juntos mas acabam brigando por causa do programa. |              |                                                                   |                 |                           |                         |                    |                        |
| 251 | 2            | " Papa Has a Rollin' Son" Papai Era um Sabichão                   | Steve Robertson | Danny Smith               | 4 de Outubro de 2015    | CACX18             | 3.56                   |
| Peter, Quagmire e Cleveland chamam o pai de Joe para Quahog para que ele possa rever Joe, mas o pai de Joe odeia deficientes, Peter finge ser Joe para que o Pai não descubra a deficiência de Joe. Stewie acha que irá ficar pequeno para sempre e acaba conhecendo Tom Cruise mas tudo não passa de um erro médico, Stewie fala a Tom Cruise sobre sua altura mas, Tom Cruise não aceita e começa a perseguir Stewie. |              |                                                                   |                 |                           |                         |                    |                        |
| 252 | 3            | " Guy, Robot" O Robô                                              | Mike Kim        | Chris Regan               | 11 de Outubro de 2015   | DACX02             | 2.79                   |
| Brian diz que as piadas de hoje são uma porcaria e decide que entrara em um show de comedia para provar que consegue fazer piadas boas, mas a plateia não fica muito satisfeita e então ele usa piadas criadas por Stewie. Quando Stewie descobre ele decide que não quer mais a amizade de Brian e cria um robô para o substitui-lo, mas o robô de Stewie fica mais inteligente que ele cria mais dois robôs e ele obriga Stewie a fazer coisas humilhantes. Enquanto isso Peter procura seu colchão velho que foi substituído por um novo.                                                                                         |              |                                                                   |                 |                           |                         |                    |                        |
| 253 | 4            | " Peternormal Activity" Atividade Peternormal                     | Greg Colton     | Chris Sheridan            | 25 Outubro de 2015      | CACX16             | 3.85                   |
| Peter e seus amigos buscam inspiração para construir um roteiro de um filme de terror, enquanto isso Stewie busca uma maneira de fazer Brian parar de usar seus óculos. |              |                                                                   |                 |                           |                         |                    |                        |
| 254 | 5            | " Peter, Chris, & Brian" Peter, Cris e Brian                      | Joe Vaux        | Patrick Meighan           | 8 de Novembro de 2015   | DACX03             | 2.58                   |
| Peter revê seus vídeos de quando adolescente e se toca que é uma fracasso por isso pensando em Chris ele o obriga a passar mais tempo com Brian que no inicio discorda |              |                                                                   |                 |                           |                         |                    |                        |
| 255 | 6            | " Peter's Sister" A irmã de Peter                                 | John Holmquist  | Tom Devanney              | 15 de Novembro de 2015  | DACX04             | 2.91                   |
| A irmã de Peter vem a cidade de Quahog para a ação de graças mesmo contra a vontade de Peter devido a irmã ter o maltratado ele durante sua infância o que fez com que ele estragasse a de Meg então Peter deve confrontar sua irmã para que ela pare de maltrata-lo |              |                                                                   |                 |                           |                         |                    |                        |
| 256 | 7            | " Hot Pocket-Dial" Ligação por Engano                             | Steve Robertson | Aaron Lee                 | 22 de Novembro de 2015  | DACX06             | 3.37                   |
| Peter descobre que Quagmire desde sempre amava Lois o que faz com que Quagmire se mude para que não veja Lois frequentemente. |              |                                                                   |                 |                           |                         |                    |                        |
| 257 | 8            | " Brokeback Swanson" Brokeback Swanson                            | Julius Wu       | Ted Jessup                | 6 de Dezembro de 2015   | DACX07             | 3.63                   |
| Brian conhece uma mulher em um lava rápido e rapidamente tem uma noite juntos mas tudo muda quando Brian descobre que ela é casada para evitar a ira do marido dela ele finge ser o novo cachorro da família, enquanto isso Peter Quagmire Cleveland e Joe vão a uma corrida com touros mas Joe sofre um acidente e se torna Tetraplégico. |              |                                                                   |                 |                           |                         |                    |                        |
| 258 | 9            | " A Shot in the Dark" Um Tiro no Escuro                           | Brian Iles      | Mike Desilets             | 13 de Dezembro de 2015  | DACX05             | 3.74                   |
| Peter coloca seu sofá no lado de fora da casa e não tira o sofá de fora o que faz com que o sofá sege roubado então Peter e seus amigos montão um grupo de vigilância do bairro, mas durante uma ronda Peter acaba atirando acidentalmente em Cleveland Junior o que faz com que Cleveland o acuse por crime de ódio por que Cleveland Junior é negro. |              |                                                                   |                 |                           |                         |                    |                        |
| 259 | 10           | " Candy, Quahog Marshmallow" O Doce Marshmallow de Quahog         | Joseph Lee      | Cherry Chevapravatdumrong | 3 de Janeiro de 2016    | DACX01             | 3.26                   |
| Peter, Cleveland e Joe ficam viciados em uma novela Sul Coreana estrelada por Quagmire mas quando os episódios que Quagmire tinha acabam Peter e seus amigos vão a Coreia em busca do último episódio. |              |                                                                   |                 |                           |                         |                    |                        |
| 260 | 11           | " The Peanut Butter Kid" O garoto Pasta de Amendoim               | Greg Colton     | Artie Johann              | 10 de Janeiro de 2016   | DACX08             | 3.92                   |
| Stewie virar ator de comercias após fazer um sem tentar, mas Lois e Peter fazem Stewie trinar sem para sempre com crueldade, Brian tenta evitar um possível destino trágico a Stewie |              |                                                                   |                 |                           |                         |                    |                        |
| 261 | 12           | " Scammed Yankees" Yankees Caem em Golpe                          | Jerry Langford  | Ray James                 | 17 de Janeiro de 2016   | DACX09             | 3.40                   |
| Carter tem que passar um dia inteiro com Peter, mas quando Carter lé um E-mail falso de um Príncipe Africano acaba perdendo muito dinheiro Peter e Carter vão a África buscar o dinheiro de Carter de volta, enquanto isso Brian fica obcecado por Patty quando vê seu corpo belo. |              |                                                                   |                 |                           |                         |                    |                        |
| 262 | 13           | " An App a Day" Um Aplicativo de Um dia                           | Mike Kim        | Anthony Blasucci          | 14 de Fevereiro de 2016 | DACX12             | 2.57                   |
| Peter descobre os aplicativos dos celulares, mas acaba deixado cair o celular na privada e o dá para Chris que se torna um agressor sexual após mandar fotos improprias para uma garota da escola. Brian entra em um clube de tênis que Stewie já fazia para e diz que irá ajudar Stewie a ganhar o torneio de Tênis, mas Stewie descobre que Brian nunca jogou Tênis na vida. |              |                                                                   |                 |                           |                         |                    |                        |
| 263 | 14           | " Underage Peter" Peter o Menor de Idade                          | Joseph Lee      | Shawn Ries                | 21 de Fevereiro de 2016 | DACX13             | 2.72                   |
| Peter decide que após beber um copo inteiro de pimenta que irá fazer qualquer coisa por 10 Dólares, na rua bêbados Peter e seus amigos acabam destruindo a Biblioteca de Quahog o que faz com que o Prefeito West aumente a idade de mínima de beber para 50 anos o que faz Peter e seus amigos procurarem qualquer modo de beber mas tudo muda quando veem Brian bebendo na Ostra Bêbada e eles pedem a Brian que lhes compre bebidas mas isso faz com que Brian tenha que fazer serviço comunitária ao ser pego dando cerveja a Peter. Peter e Brian buscam uma maneira de mudar a idade mínima para beber para 18 Anos novamente. |              |                                                                   |                 |                           |                         |                    |                        |
| 264 | 15           | " A Lot Going on Upstairs" Tem Muita Coisa Acontecendo ai em Cima | Joe Vaux        | Steve Callaghan           | 6 de Março de 2016      | DACX11             | 2.74                   |
| Stewie passa a ter pesadelos e constrói uma máquina para que Brian possa entra no seu sonho para descobrir o que está criando os pesadelos. Enquanto isso Peter passa a ficar mais tempo cria um local especial para ele e seus amigos no sótão. |              |                                                                   |                 |                           |                         |                    |                        |
| 265 | 16           | " The Heartbreak Dog" O Cachorro Apaixonado                       | Brian Iles      | Lew Morton                | 13 de Março de 2016     | DACX14             | 2.98                   |
| Durante sua própria festa de aniversário, Bonnie se queixa que passa maior parte do tempo cuidando de Joe deprimida acaba beijando Brian por causa disso Joe fica disposto a fazer a vida de Brian um inferno, mas tudo muda quando Brian e Bonnie fogem de Quahog |              |                                                                   |                 |                           |                         |                    |                        |
| 266 | 17           | " Take a Letter" Leve a Carta                                     | John Holmquist  | Kevin Biggins             | 17 de Abril de 2016     | DACX15             | 2.93                   |
| Lois começa a trabalhar no correio de Quahog para conseguir pagar uma creche particular para Stewie mas acaba encontrando uma carta de Peter para uma ex-namorada e por pura curiosidade entrega a carta a EX de Peter que o quer de volta. Stewie finge ser rico para tentar impressionar seus novos amigos ricos |              |                                                                   |                 |                           |                         |                    |                        |
| 267 | 18           | " The New Adventures of Old Tom" As Novas Aventuras do Velho Tom  | Steve Robertson | Travis Bowe               | 8 de Maio de 2016       | DACX16             | 2.76                   |
| Tom Tucker odeia o novo repórter do Quahog 6, Peter tentar ajudar Tom, mas suas ideias acabam fazem Tom Tucker ser demitido e o novo repórter se tornar Ancora Peter deve ajudar Tom Tucker a recuperar o emprego. Enquanto isso Brian tenta impressionar uma garota da loja de joalheria comprando um anel muito caro, mas Chris acaba engolindo o anel. |              |                                                                   |                 |                           |                         |                    |                        |
| 268 | 19           | " Run, Chris, Run" Corra, Chris ,Corra                            | Julius Wu       | Damien Fahey              | 15 de Maio de 2016      | DACX17             | 2.65                   |
| Chris se torna o rei do baile Homecoming, mas Meg diz que Chris só é o rei do Homecoming por que vão fazer uma pegadinha com ele, Brian e Stewie tentam descobrir mais sobre a pegadinha. Peter passa a ter ciúmes quando Cleveland começa a sair com Jerome então Peter, Joe e Quagmire tentam trazer Cleveland de volta |              |                                                                   |                 |                           |                         |                    |                        |
| 269 | 20           | " Road to India" Caminho das Índias                               | Greg Colton     | Danny Smith               | 22 de Maio de 2016      | DACX18             | 2.59                   |
| Brian e Stewie vão a Índia em busca de uma mulher que Brian conhece após ter problemas com seu computador. Enquanto isso Peter toma o lugar de Joe no Bingo. |              |                                                                   |                 |                           |                         |                    |                        |